# Sint-Jan-de-Doperkerk (Berck)
De Sint-Jan-de-Doperkerk (Frans: Église Saint-Jean-Baptiste) is de parochiekerk van de tot het Franse departement Pas-de-Calais behorende stad Berck, gelegen aan de Avenue du Docteur Quettier.

## Geschiedenis
De toren van de kerk, die dienst deed als wachttoren en vuurtoren, werd voor het eerst vermeld in 1362 maar is 13e-eeuws, terwijl er ook in de 14e eeuw aan werd gewerkt. Het langgerekte schip is 18e-eeuws. Het hogere koor, en de bijbehorende kapel, zijn 16e-eeuws.

## Gebouw
Het 43 meter lange gebouw heeft een zware voorgebouwde toren, een schip met slechts één zijbeuk, en een verhoogd koor.
De sluitstenen in de gewelven verbeeldden de vier evangelisten. Slechts één sluitsteen is bewaard gebleven.
Van belang in de kerk zijn 16 consoles (culs-de-lampe) welke voorzien zijn van beeldhouwwerk dat het leven van de Bercker vissers uit de 13e tot de 16e eeuw toont.